# Peter Tauber

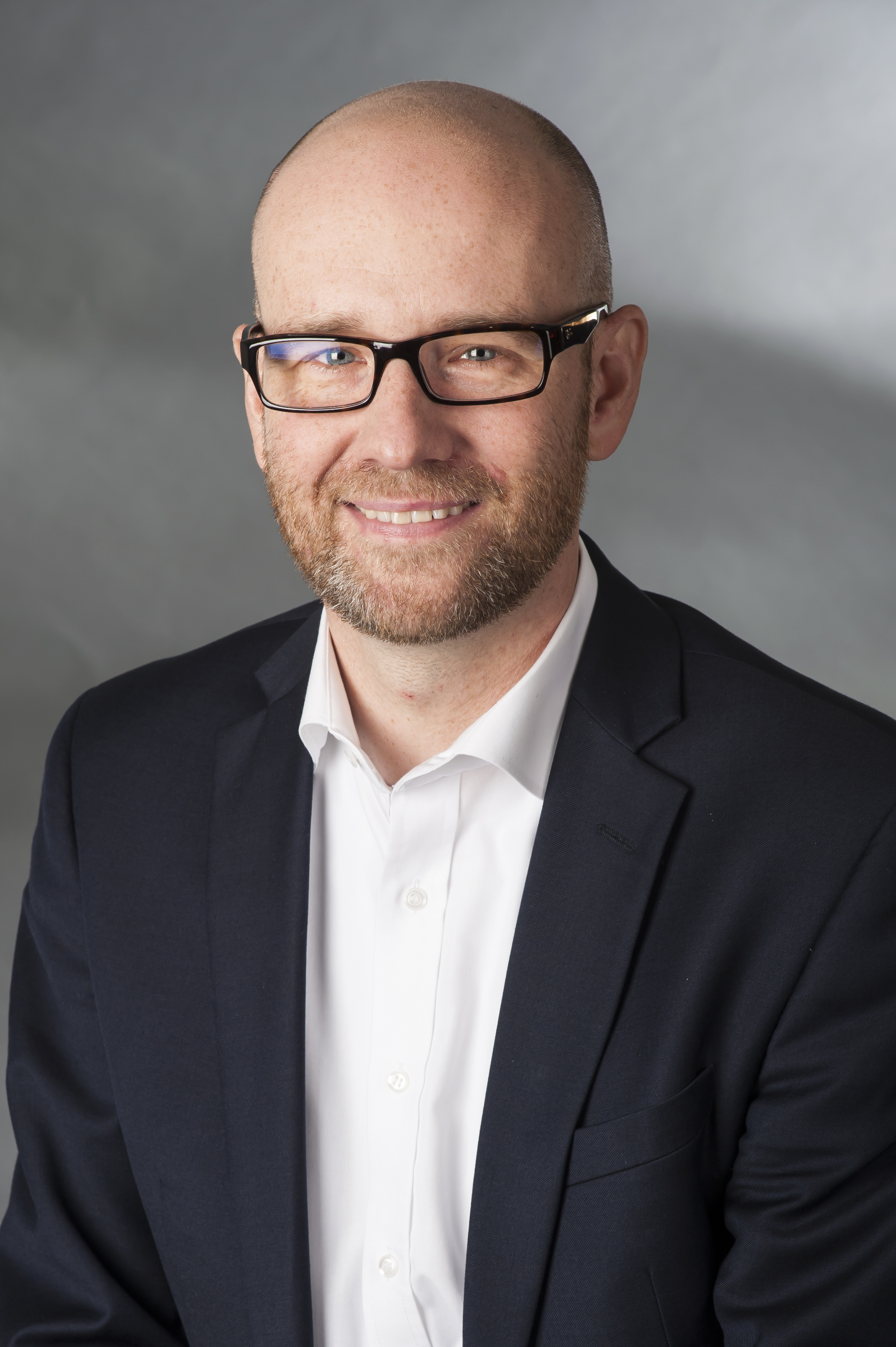
Peter Tauber (2014)

Peter Michael Tauber (* 22. August 1974 in Frankfurt am Main) ist ein deutscher ehemaliger Politiker (CDU) und heutiger Lobbyist und Historiker. Er war von 2009 bis Mai 2021 Mitglied des Deutschen Bundestages und vom 16. Dezember 2013 bis Februar 2018 Generalsekretär der CDU. Im Kabinett Merkel IV war er vom 14. März 2018 bis zum 6. April 2021 Parlamentarischer Staatssekretär bei der Bundesministerin der Verteidigung. Seit 2022 ist er Geschäftsführer der Finanzdienstleistungs-Lobbyorganisation Deutscher Unternehmensverband Vermögensberatung.

## Leben

### Ausbildung und Beruf
Der Enkel des Apothekers Gustav Tauber wuchs mit zwei Geschwistern auf und legte das Abitur 1994 am Grimmelshausen-Gymnasium in Gelnhausen ab. Auf dieser Schule besuchte er dieselbe Klasse wie die (spätere) Politikerin Mariana Harder-Kühnel. Er studierte ab dem Wintersemester 1994/1995 Mittlere und Neuere Geschichte, Germanistik und Politikwissenschaft an der Johann Wolfgang Goethe-Universität Frankfurt am Main. Nach einer Unterbrechung durch den Wehrdienst nahm er das Studium zum Sommersemester 1996 wieder auf. 2000 schloss er es mit dem akademischen Grad Magister artium mit Auszeichnung ab und war von 2000 bis 2001 wissenschaftlicher Mitarbeiter im Sonderforschungsbereich/FK 435 „Wissenskultur und gesellschaftlicher Wandel“ der Johann Wolfgang Goethe-Universität. 2004 begann er mit Unterstützung eines Stipendiums der Hanns-Seidel-Stiftung bei Lothar Gall am Historischen Seminar der Universität seine Dissertation über die gesellschaftliche Stellung und ideologische Funktionalisierung des Sports im Ersten Weltkrieg und der Tradierung dieser Erfahrungen in der Weimarer Republik und 2007 wurde sein Promotionsverfahren am Lehrstuhl von Lothar Gall mit der Verleihung des Titels Dr. phil. abgeschlossen. Seit März 2008 ist er Lehrbeauftragter am Historischen Seminar der Hochschule.
Von 2001 bis 2003 war Tauber Landesgeschäftsführer der Jungen Union Hessen und von 2003 bis 2004 persönlicher Referent der hessischen Kultusministerin und stellvertretenden Ministerpräsidentin Karin Wolff.
Von 2007 bis zur Bundestagswahl im Jahr 2009 hatte Peter Tauber die Tätigkeit des Pressesprechers der Deutschen Vermögensberatung AG in Frankfurt am Main inne.
Er leistete als Reserveoffizier mehrere Wehrübungen ab und erreichte ob deren Verlauf im Jahr 2011 die Beförderung zum Oberleutnant d. R., im Juli 2020 zum Hauptmann d. R. und nach eigener Aussage im Oktober 2021 zum Major d. R.
2018 legte Tauber in Hessen die Jägerprüfung ab.
Tauber habilitiert seit März 2021 an einer Professur für neuere und neueste Geschichte am Historischen Institut der Universität der Bundeswehr München. Die Schwerpunkte liegen hierbei auf deutscher Geschichte im 19. und 20. Jahrhundert in der Militär-, Turn- und Sportgeschichte.
Von 2021 bis August 2022 war Tauber Pressesprecher des Arbeitsbekleidungsherstellers Engelbert Strauss. Er ist seither Geschäftsführer der Finanzdienstleistungs-Lobbyorganisation Deutscher Unternehmensverband Vermögensberatung (DUV). 2022 gründete er gemeinsam mit einem Geschäftspartner die Strategieberatungsagentur Vierfichten.
Tauber ist evangelischer Konfession.

### Politische Ämter
Tauber trat im Jahr 1991 der Jungen Union und 1992 auch der CDU bei. Von 1993 bis 2007 war er Stadtverordneter in Wächtersbach. Seit November 2005 ist er Abgeordneter des Kreistags des Main-Kinzig-Kreises. Im Jahr 2007 erfolgte die Wahl als Beisitzer im Bezirksvorstand der Mittelstandsvereinigung Osthessen und im Dezember 2007 zum Vorsitzenden der CDU Gelnhausen. Im Mai 2003 wurde er zum Landesvorsitzenden der Jungen Union Hessen gewählt, den Vorsitz führte er bis in das Jahr 2009. Zudem gehört Tauber seit 2008 auch als gewähltes Mitglied dem Landesvorstand der CDU Hessen an.

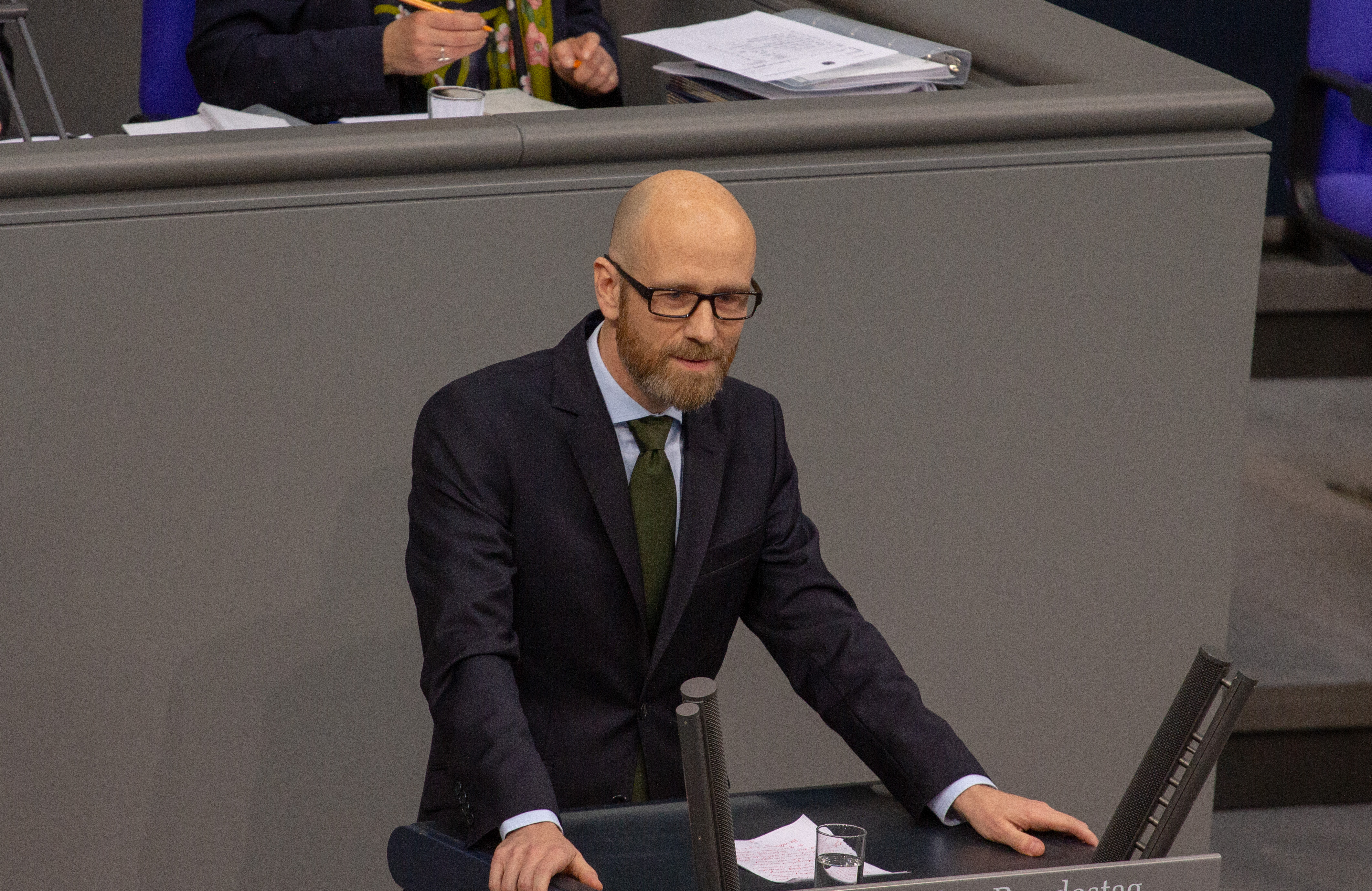
Peter Tauber beim Deutschen Bundestag, 2019

2008 wurde Tauber erstmals von der CDU für die Kandidatur im Bundeswahlkreis 180 (Hanau) nominiert. Bei der Bundestagswahl 2009 erhielt er 39,4 Prozent der Stimmen; Sascha Raabe (SPD) erhielt 34,0 Prozent. Bei der Bundestagswahl 2013 gewann er das Mandat im neu geschaffenen Wahlkreis 175 (Main-Kinzig – Wetterau II – Schotten) mit 48,8 Prozent der Stimmen. Er wurde im Dezember 2013 zunächst von der CDU-Vorsitzenden Angela Merkel vorläufig zum Generalsekretär bestellt und am 5. April 2014 vom CDU-Bundesparteitag gewählt.
Tauber war ordentliches Mitglied im Bundestagsausschuss für Familie, Senioren, Frauen und Jugend und stellvertretendes Mitglied im Ausschuss „Digitale Agenda“. In der 17. Wahlperiode des Deutschen Bundestages war er Mitglied in der Enquête-Kommission „Internet und digitale Gesellschaft“. Am 13. Dezember 2013 wurde er in den Vorstand des Deutschen Kinderhilfswerkes gewählt, in welchen er 2015 erneut gewählt wurde.
Ende Dezember 2017 machte er in einem Interview sein Leiden an einer entzündlichen Darmerkrankung öffentlich.
Tauber war über einen Monat im Krankenhaus und musste sich wegen Blutvergiftung und Bauchfellentzündung einer Notoperation unterziehen.
Michael Grosse-Brömer als erster parlamentarischer Geschäftsführer der CDU/CSU-Bundestagsfraktion vertrat ihn.
Am 18. Februar 2018 wurde bekannt, dass Tauber das Amt des CDU-Generalsekretärs niederlegen wird. Mit der Wahl seiner Nachfolgerin Annegret Kramp-Karrenbauer endete am 26. Februar 2018 seine Amtszeit.
Im Kabinett Merkel IV war Tauber Parlamentarischer Staatssekretär bei der Bundesministerin der Verteidigung. Nachdem er bereits im Oktober 2020 angekündigt hatte, zur Bundestagswahl 2021 nicht wieder zu kandidieren, zog er sich bereits am 6. April 2021 wegen einer erneuten entzündlichen Darmerkrankung aus seinem Amt zurück. Sein Bundestagsmandat legte er zum 7. Mai nieder, Nachrücker war Thomas Viesehon.

## Politische Positionen

### Netzpolitik
Am 29. März 2012 wurde Tauber zusammen mit Thomas Jarzombek Gründungsvorsitzender von cnetz – Verein für Netzpolitik. Ziel des Vereins ist eine „bürgerliche und verantwortungsvolle Netzpolitik, die einen fairen Ausgleich zwischen den unterschiedlichen Interessen in einer pluralistischen Gesellschaft auch im Netz schafft“. Am 17. Januar 2014 gab er das Amt des cnetz-Vorsitzenden an Jörg Müller-Lietzkow ab. Im April 2013 veröffentlichte Peter Tauber als erster Bundestagsabgeordneter einen Social-Media-Leitfaden.
Tauber stimmte als einer von zwei Unionsabgeordneten im März 2013 gegen das umstrittene Leistungsschutzrecht im Internet. Er hat 2013 die Einsetzung eines Staatsministers für Internet und digitale Gesellschaft sowie eine stärkere Bürgerbeteiligung durch das Internet gefordert.
Entgegen der Parteilinie lehnte Tauber 2013 die Vorratsdatenspeicherung ab, änderte 2015 aber seine Ansicht und befürwortete deren Einführung.

### Schwangerschaftsabbruch und Biopolitik
Nach Darstellung der evangelikalen Nachrichtenagentur idea setzte sich Tauber während seiner Zeit als Vorsitzender der Jungen Union Hessen „wiederholt für eine Verschärfung des Abtreibungsparagraphen 218“ ein. Tatsächlich hatte sich Tauber 2006 in der Presse wohlwollend über einen (später zurückgezogenen) Beschluss geäußert, in dem der Landesausschuss der JU, deren Vorsitzender er damals war, forderte, Schwangerschaftsabbrüche nur noch nach einer Vergewaltigung oder bei dauerhafter Gesundheitsgefährdung der Frau durch die Schwangerschaft straffrei zu lassen. Im Dezember 2013 kam es deshalb zu Medienberichten und dem Vorwurf des Bündnisses für sexuelle Selbstbestimmung, das die Streichung des Abtreibungsparagraphen § 218 aus dem Strafgesetzbuch fordert, Tauber stehe „bei Fragen zum Thema der sexuellen Selbstbestimmung offenbar am rechtskonservativen, fundamentalistisch-religiösen Rand der Gesellschaft“. Tauber sprach sich im Januar 2014 für die Beibehaltung der geltenden gesetzlichen Regelungen aus, plädierte jedoch für eine ausgiebige Diskussion über den „Lebensschutz“ in der Gesellschaft.
Zudem sprach er sich 2011 im Vorfeld des Bundestagsbeschlusses zur Präimplantationsdiagnostik (PID) gegen die PID aus und begründete dies mit dem nach seiner Auffassung aus christlichem und jüdischem Einfluss gespeisten und unverändert gültigen Bewusstsein, dass „nur Gott über das Leben verfügen darf und nicht die Menschen“. Tauber spricht sich zudem gegen jede Form der Sterbehilfe aus.

### Sozialpolitik
Im Jahr 2011 sprach sich Tauber dafür aus, den Bundesfreiwilligendienst für Bezieher von Arbeitslosengeld II „attraktiver zu machen“. Gemeinsam mit Carsten Linnemann befürwortete er die Anhebung des Freibetrags für die damit verbundenen Einkünfte von 60 auf 175 Euro monatlich. Beide bezogen sich dabei auf ein Gutachten der Wissenschaftlichen Dienste des Deutschen Bundestags. Hintergrund ist, dass dem Bundesfreiwilligendienst zu dem Zeitpunkt, als die Wehrpflicht und der Zivildienst wegfielen, 12.000 Teilnehmer fehlten. Gleichzeitig gab es eine Kündigungswelle von Rekruten bei der Bundeswehr. Der Bundesfreiwilligendienst könne für ältere Arbeitslose „eine echte Chance“ sein, außerdem stehe er – anders als das Freiwillige Soziale Jahr – Personen jeden Alters offen.

### Einwanderung
Im Januar 2015 eröffnete Tauber eine Debatte über eine Reform der Zuwanderungspolitik Deutschlands. Das von der rot-grünen Koalition 2005 geschaffene Zuwanderungsgesetz sollte dazu reformiert werden. Die Integration von Neuzuwanderern in die deutsche Gesellschaft und auch der Erwerb der deutschen Staatsangehörigkeit standen dabei im Mittelpunkt. Es solle gesetzlich definiert werden, welche Fähigkeiten, welche Bildung und welche Bereitschaft, sich für Deutschland einzusetzen, Zuwanderer mitbringen müssen, um Deutsche zu werden.
Tauber griff damit die Ergebnisse der Süßmuth-Kommission aus dem Jahr 2001 wieder auf, deren vollständige Umsetzung an der CDU/CSU gescheitert war. Auch Taubers Vorschläge wurden nicht in das Programm der CDU aufgenommen. Der CDU-Parteitag hat im Dezember 2015 lediglich beschlossen, die bestehenden gesetzlichen Regelungen in einem Einwanderungsgesetz zu bündeln.

### Parteireform
Tauber leitete im Jahr 2015 die Parteireform-Kommission Meine CDU 2017, die vom CDU-Präsidium eingesetzt wurde. Mit Reformmaßnahmen wie der flächendeckenden Bestellung von Mitgliederbeauftragten, einem Antragsrecht für Mitglieder auf Landes- und Bundesparteitagen und einer Neuordnung des Aufnahmeverfahrens will die CDU ihren Status als Mitgliederpartei sichern. Der CDU-Parteitag 2015 in Karlsruhe hat dazu unter anderem Änderungen des Statuts beschlossen.

## Kontroversen

### Vorwurf des Mobbings
Im September 2016 wurden Vorwürfe öffentlich, Tauber sei am Mobbing gegen Anne Höhne-Weigl beteiligt gewesen, die 1999 bis 2014 Geschäftsführerin im CDU-Kreisverband Main-Kinzig war. Tauber gehört diesem Kreisverband an und saß ihm 2011 bis 2014 vor. Aus dem Jahr 2006 existiert ein achtseitiger Text unter der Überschrift Operation Kaninchenjagd (und einem Deckblatt mit dem Titel Pflegehinweise für das Kaninchen), in dem ein ausführlicher Plan konzipiert wird, Höhne-Weigel beispielsweise durch Drohung mit der Kündigung ihrer Tochter zur Einwilligung in einen Aufhebungsvertrag zu drängen. Am 28. September 2016 erklärte Tauber dazu, aus seiner heutigen Sicht sei es ein Fehler gewesen, nichts gegen dieses Schriftstück unternommen zu haben, bestritt aber, an dem Text mitgeschrieben zu haben. Auf dem Parteitag des CDU-Kreisverbandes Main-Kinzig am 30. September 2016 nahm Tauber zu den Vorwürfen kurz im Rahmen seiner 15-minütigen Rede Stellung.

### Sexismusdebatte
Kurz nachdem sich Tauber 2016 Mobbingvorwürfen stellen musste, wurde sein Name direkt mit der damals aufkommenden Sexismusdebatte innerhalb der CDU in Verbindung gebracht. Die zu dieser Zeit relativ unbekannte Jungpolitikerin Jenna Behrends stieß eine Sexismusdebatte an, welche bundesweit Aufsehen erregte. Explizit genannt wurde neben Frank Henkel auch Peter Tauber. Dieser soll nach Aussage mehrerer CDU-Mitglieder eine Affäre mit Behrends gehabt haben. Hier stand sowohl der Machtmissbrauch Taubers in seinem damaligen Amt als CDU-Generalsekretär als auch die berufliche Vorteilnahme Behrends im Raum. Später haben sowohl Tauber („rein freundschaftlich“) als auch Behrends („hatte keine Affäre, Beziehung o.ä. mit Tauber“) die öffentliche Diskussion hierüber beendet.
Zudem wurden Tauber Mails von 2012 zur Last gelegt, in denen er sexistische Äußerungen seiner Parteikollegen zumindest nicht anprangerte, teils aber auch erwiderte. Tauber führte damals eine Konversation mit mehreren männlichen Parteimitgliedern darüber, welche Frauen innerhalb der CDU gefördert und vorangestellt werden sollten, um den Frauenanteil in Führungspositionen zu erhöhen. Tauber war zu diesem Zeitpunkt CDU-Vorsitzender im hessischen Main-Kinzig-Kreis.

### Äußerungen über Minijobber
In einem Tweet auf eine Rückfrage eines anderen Benutzers äußerte sich Tauber am 3. Juli 2017 abschätzig über Mini-Jobber. Der Auslöser war eine Entgegnung jenes anderen Benutzers auf einen Tweet Taubers zur Vollbeschäftigung, worin jener Tauber fragte, ob das für ihn hieße, künftig von mehreren Mini-Jobs abhängig zu sein. Tauber antwortete auf die Mini-Job-Frage, dass jemand, der etwas „Ordentliches gelernt“ habe, keine Mini-Jobs annehmen brauche. Der Tweet sorgte für Empörung anderer Twitter-Nutzer und Kritik von Gewerkschaften, Politikern anderer Parteien und Medien.
Der Tweet stieß Debatten über die Ausbildungssituation an. Nach der Bundestagswahl im September 2017 forderte die Junge Union Baden-Württemberg Tauber zum Rücktritt auf, da er unter anderem mit dieser Aussage der Partei geschadet und so zum schlechten Abschneiden der CDU bei der Bundestagswahl beigetragen habe.

### Tod Walter Lübckes
Als Reaktion auf den Tod des Kasseler Regierungspräsidenten Walter Lübcke 2019, den Tauber persönlich kannte, forderte er, im Sinne von Artikel 18 des Grundgesetzes Verfassungsfeinden bestimmte Grundrechte zu entziehen. Außerdem warf er der 2017 zurückgetretenen ehemaligen CDU-Bundestagsabgeordneten Erika Steinbach vor, Lübckes Ermordung durch Tweets begünstigt zu haben, die in rechtsextremen Kreisen verbreitet wurden. Tauber hatte Steinbach in seiner ersten Legislaturperiode zur Nutzung von Twitter beraten.

## Mitgliedschaften
Tauber ersetzte Anfang 2014 Hermann Gröhe im Programmausschuss Chefredaktion des ZDF. 2015 wurde er in den Vorstand der Konrad-Adenauer-Stiftung gewählt. Tauber ist Mitglied der überparteilichen Europa-Union Deutschland, die sich für ein föderales Europa und den europäischen Einigungsprozess einsetzt.
Für die 13. Synode der Evangelischen Landeskirche von Kurhessen-Waldeck wurde er ab 2016 als ordentliches Mitglied berufen. Er ist außerdem Mitglied der CDU-nahen Organisation Christdemokraten für das Leben (CDL). Tauber ist außerdem mindestens seit dem Jahr 2020 Vorstandsmitglied des Lobbyvereins Gesellschaft für Sicherheitspolitik.

## Schriften
- Die Grimmelshausenschule. Die Geschichte des heutigen Grimmelshausen-Gymnasiums Gelnhausen von seiner Gründung als Realschule 1909 bis heute. Im Selbstverlag, Wächtersbach 1997.
- Wie es damals war. Ansichten von Aufenau, Hesseldorf, Leisenwald, Neudorf, Waldensberg, Weilers, Wächtersbach und Wittgenborn. Verlag der Buchhandlung Dichtung und Wahrheit, Wächtersbach 2000, ISBN 3-9805957-2-2.
- „Die Zeit hat Siebenmeilenstiefel angezogen.“ Wächtersbach zwischen traditioneller Lebenswelt und Moderne. Verlag der Buchhandlung Dichtung und Wahrheit, Wächtersbach 2001, ISBN 3-9805957-4-9.
- 100 Jahre Radfahrer-Verein 02 Wächtersbach: „…treu unserm Sport!“ Die Chronik des Radfahrer-Vereins 1902 Wächtersbach e. V. Verlag der Buchhandlung Dichtung und Wahrheit, Wächtersbach 2002, ISBN 3-9805957-3-0.
- als Herausgeber: Läusejagd und Rohrkrepierer. Willi Löwer, an den Fronten des Zweiten Weltkrieges. Books on Demand GmbH, Norderstedt 2005, ISBN 3-8334-4037-6.
- Vom Schützengraben auf den grünen Rasen. Der Erste Weltkrieg und die Entwicklung des Sports in Deutschland (= Studien zur Geschichte des Sports. Band 3). LIT, Münster 2008, ISBN 978-3-8258-0675-0 (zugl.: Diss., Univ., Frankfurt am Main 2007).
- Du musst kein Held sein: Spitzenpolitiker, Marathonläufer, aber nicht unverwundbar. bene!, München 2020, ISBN 978-3-96340-112-1.
- Der Hitlerputsch 1923. Reclam, Ditzingen 2023, ISBN 978-3-15-011457-5